# 杜垩登家族
杜垩登家族（正式家号是德蒙·纳夏斯巴农（Daermon N'a'shezbaernon））是角色扮演游戏《龙与地下城》的被遗忘的国度设定中虚构的一个卓尔精灵的家族。由R·A·萨尔瓦多在他的小说《黑暗精灵三部曲》中创造的。最早出现在《黑暗精灵三部曲》的第一部《故土》中。
在《黑暗精灵三部曲》中，杜垩登家族居住在被遗忘的国度地底幽暗地域的黑暗精灵城市魔索布莱城中，在魔索布莱城中是排名第十的家族。杜垩登家族中最受玩家欢迎的角色是崔斯特·杜垩登。
在崔斯特出生时，杜垩登家族消灭了迪佛家族后排名第九。此后他们又用了10年的时间打败了排名第六的赫奈特家族。但是由于崔斯特对蜘蛛神后的唾弃，惹怒了罗丝，也使他们失去了宠幸。为了进入执政议会，玛烈丝主母用缚灵秘法将死去的札克纳梵·杜垩登变成缚灵尸追杀崔斯特，但是最后仍然失败。而班瑞家族趁此机会消灭了杜垩登家族。

## 家徽
杜垩登家族的家徽是一个蜘蛛形状，八只脚上拿着八种不同的武器，背部有“DN”的缩写，也就是正式家号德蒙·纳夏斯巴农（Daermon N'a'shezbaernon）的缩写。
杜垩登家族的家徽上附有一些咒语。例如让家族成员可以绝对控制家畜的咒语。此外，家徽还能够增强卓尔精灵的天赋能力。例如卓尔精灵贵族才能进化出的浮空术，一般一天只能用一两次，而杜垩登家族的家徽则可以让卓尔精灵无限次的使用这个能力。

## 家族成员

### 玛烈丝·杜垩登
玛烈丝·杜垩登（Malice Do'Urden）直到死前一直是杜垩登家族的主母。她有三个女儿和三个儿子。她是在不到100岁的时候接替她死去的母亲瓦沙主母的职位的。
玛烈丝·杜垩登为了挽回在罗丝处的失宠，用缚灵秘法将死去的札克纳梵·杜垩登变成缚灵尸追杀崔斯特，但是最后还是功亏一篑。而在她为缚灵尸而累的精疲力尽之时，她的女儿布里莎·杜垩登趁机将她杀死，夺去了主母的地位。

### 布里莎·杜垩登
布里莎·杜垩登（Briza Do'Urden）是玛烈丝·杜垩登的的长女。她在卓尔精灵里具有壮硕的身材，而且脾气非常暴躁。她是一名高阶祭司。
在她的母亲玛烈丝·杜垩登为缚灵尸而累的精疲力尽之时，布里莎杀死了母亲，晋升为主母。然而，班瑞家族趁此機會消滅了杜堊登家族。

### 维尔娜·杜垩登
维尔娜·杜垩登（Vierna Do'Urden）是玛烈丝·杜垩登的第二个女儿。與崔斯特·杜垩登同為札克納梵·杜堊登的子女，也是他的姐姐及童年时的养母。后来成为了一名高阶祭司，成为了蜘蛛教院的教官。
杜堊登家族消滅時的倖存者之一。於血脈系列書中，率領狄寧·杜堊登、賈拉索及部分班瑞家兵，並聯合恩崔立接近祕銀廳，企圖殺死崔斯特，以重振家族。最後死於崔斯特之手。

### 玛雅·杜垩登
玛雅·杜垩登（Maya Do'Urden）是玛烈丝·杜垩登的第三个女儿。也是一名蜘蛛神后的高级祭司。在布里莎杀死母亲，晋升为主母的同时，她在被班瑞家族的攻击中被杀死。

### 札克纳梵·杜垩登
札克纳梵·杜垩登（Zaknafein Do'Urden）是杜垩登家族的武技长，负责训练家族的战士。也是魔索布莱城最强的战士。他也是玛烈丝·杜垩登主母的前任侍父。但札克纳梵的出身只是一个平民。他是崔斯特·杜垩登的父亲。
在担任杜垩登家族的武技长之前，他曾经担任格斗武塔的教头。
在邪恶的黑暗精灵中，札克纳梵是极少数痛恨这个邪恶种族的黑暗精灵。
崔斯特是在札克纳梵一手調教下訓練成了出色的戰士。札克纳梵看到崔斯特在經過長時間的黑暗精靈社會的洗腦后，仍然保持著純潔的心靈，非常高興。同時，他為了崔斯特不被獻祭給蜘蛛神后，而把自己獻祭給蜘蛛神后。
但是多年以后，玛烈丝主母为了杀死叛逆的崔斯特，重新赢得罗丝女神的宠爱，在向罗丝女神请求使用缚灵秘法后，札克纳梵被变成了一个缚灵尸。在找到崔斯特后，变成缚灵尸的札克纳梵在灵魂与控制之间挣扎，终于临时摆脱了控制，並跳入酸湖以摧毀缚靈屍。

### 锐森·杜垩登
锐森·杜垩登（Rizzen Do'Urden）是玛烈丝·杜垩登主母的侍父。原先只是一名士兵。他被札克纳梵变成的缚灵尸杀死。

### 纳梵·杜垩登
纳梵·杜垩登（Nalfein Do'Urden）是玛烈丝·杜垩登的长子。在攻打迪佛家族的战斗中，被他的弟弟狄宁·杜垩登使诡计杀死。

### 狄宁·杜垩登
狄宁·杜垩登（Dinin Do'Urden）是崔斯特·杜垩登的兄弟，玛烈丝·杜垩登的次子，一名优秀的战士。是第一个在《黑暗精灵三部曲》中出场的人物。在攻打迪佛家族的战斗中，他为了成为长子，而杀死了他的哥哥纳梵·杜垩登。在几年后，他成为了魔索布莱城格斗武塔的教官。
在班瑞家族攻击杜垩登家族后，他成为了达耶特佣兵团的一员。
於維爾那表明欲追捕崔斯特時，表現出不服從的態度，被詛咒變成蛛化精靈。其後死於布魯諾·戰錘之手。

### 崔斯特·杜垩登
崔斯特·杜垩登（Drizzt Do'Urden）是玛烈丝·杜垩登的第三个儿子。父亲是札克纳梵·杜垩登。在《黑暗精灵三部曲》《血脈四部曲》就是以他为主角的小说。

### 席奈安·杜垩登／席纳菲·赫奈特
席纳菲·赫奈特曾经是赫奈特家族的主母。在与杜垩登家族的争斗中，由于賈拉索率领的達耶特獨立傭兵團的背叛，而被打败。她的家族也被魔索布莱城的执政议会所消灭。之后，她成为了杜垩登家族的成员，新的名字是席奈安·杜垩登。
为了杀死叛逆的崔斯特，赢得罗丝女神的宠爱，玛烈丝主母在献祭仪式上出其不意的将席奈安杀死。